# Ein Sommer im Allgäu
Ein Sommer im Allgäu ist ein deutscher Fernsehfilm von Jeanette Wagner aus dem Jahr 2017 mit Jennifer Ulrich und Philipp Hochmair in den Hauptrollen. Bei dem ZDF-Sonntagsfilm in der Rubrik „Herzkino“ handelt es sich um die fünfundzwanzigste Folge der Filmreihe Ein Sommer in …, die an wechselnden Schauplätzen der Welt spielt. Die Fernseherstausstrahlung fand am 26. November 2017 zur Hauptsendezeit im ZDF statt.

## Handlung
Barbara Leitner, von allen nur „Bärbel“ genannt, kehrt nach zehn Jahren gemeinsam mit ihrem Freund Jörg Hutter ins Allgäu zurück, um zu zeigen, dass sie es nach ihrer in Patagonien zugezogenen Querschnittlähmung zu einer der erfolgreichsten Extremkletterinnen geschafft hat. Sie will den anderen beweisen, dass sie nicht zeitlebens auf den Rollstuhl angewiesen ist, sondern durch regelmäßiges Training wieder ein barrierefreies Leben führen kann.

## Hintergrund
Ein Sommer im Allgäu wurde vom 20. Juni 2017 bis zum 20. Juli 2017 im Allgäu und Umgebung gedreht. Produziert wurde der Film von der Moviepool GmbH.

## Kritik
Die Kritiker der Fernsehzeitschrift TV Spielfilm zeigten mit dem Daumen zur Seite und vergaben für Humor, Anspruch, Action und Spannung je einen von drei möglichen Punkten. Sie lobten aber in ihrer Wertung die beiden Hauptdarsteller: „Ulrich als Kämpfernatur und Hochmair als Charmeur harmonieren, doch die Familien- und Beziehungsprobleme ziehen sich wie ein Kässpatzn-Essen.“ und fasste ihr Gesamturteil mit den Worten: „Das Ensemble bringt etwas Pfiff in die Sache“ zusammen.